# Pomatorhinus montanus
La cimitarra dorsicastaña (Pomatorhinus montanus) es una especie de ave paseriforme de la familia Timaliidae propia del sudeste asiático.

## Distribución y hábitat
Se encuentra en la península malaya y las islas de Sumatra, Borneo, Java, Belitung y Bali. Su hábitat natural son los bosques húmedos tropicales.